# Xã Surrey, Michigan
Xã Surrey (tiếng Anh: Surrey Township) là một xã thuộc quận Clare, tiểu bang Michigan, Hoa Kỳ. Năm 2010, dân số của xã này là 3.606 người.